# Governadoria-geral da Bielorrússia
Governadoria-geral da Bielorrússia (em russo:  Белорусское генерал-губернаторство, em bielorruso: Беларускае генерал-губернатарства), também conhecida como Governadoria militar da Bielorrússia (1801-1823) e Governadoria-geral de Vitebsk (1823-1856), foi uma divisão militar-administrativa do Império Russo estabelecida em 12 de dezembro de 1796. Sua capital era Vitebsk.
Na reforma de 27 de fevereiro de 1802, foi nomeada para Governadoria-geral de Vitebsk e Mogilev e incluia os gubernias de Vitebsk e Mogilev.
A partir de 1823, incluiu o Gubernia de Smolensk e, consequentemente, renomeada para Governadoria-geral de Vitebsk, Mogilev e Smolensk.
Foi abolida em 17 de fevereiro de 1856.

## Divisões Administrativas
- Gubernia de Vitebsk;
- Gubernia de Kaluga (de 1823 a 8 de janeiro de 1831);
- Gubernia de Minsk (de 8 de janeiro a 8 de abril de 1831);
- Gubernia de Mogilev;
- Gubernia de Smolensk (desde 1823).

## Governadores-gerais e Governadores militares

### Governadores-gerais da Bielorrússia (1772-1796)
- (28 de maio de 1772-04 de fevereiro de 1782) Conde Zakhar Rihorovich Chernishov - General-em-chefe, General-marechal de campo;
- (1782-1796) Piotr Bogdanovich Pasek - General-em-chefe;

### Governadores militares da Bielorrússia (1801-1823)
- (1801-1803) Alexandre Mikhailovich Rimski-Korsakov - General da Infantaria;
- (1803-1806) Ivan Ivanovich Michelson -  General de Cavalaria;
- (1806-1811) vago;
- (1811-1822) Duque Alexandre de Württemberg - General de Cavalaria;

### Governadores-gerais de Vitebsk (1823-1856)
- (1823-10 de maio de 1836) Príncipe Nikolai Mikolaevich Khavanski - Tenente-General, General de Infantaria;
- (05 de outubro de 1836-1845) Piotr Mikolaevich Dziakov - Ajudante-General, Tenente-General;
- (1845 — 29 de maio de 1853) Príncipe Andrei Mikhailovich Galitsin - Tenente-General;
- (25 de julho de 1853-1855) Pavel Mikolaevich Ignatiev - Ajudante-General, General de Infantaria;
- (1855—17 de fevereiro de 1856) Príncipe Mikhail Alexandrovich Urusov - Tenente-General.